# Добричі
Добричі (до 2024 року — Первомайське) — селище в Україні, у Синельниківському районі Дніпропетровської області. Входить до складу Іларіонівської селищної громади. Населення за переписом 2001 року становить 1 297 осіб.

## Історія
19 липня 2020 року, в результаті адміністративно-територіальної реформи та ліквідації   Синельниківського (1923—2020) району, селище увійшло до складу новоутвореного Синельниківського району.

## Назва
19 вересня 2024 року Верховна Рада підтримала перейменування села Первомайське на Добричі. 26 вересня 2024 року перейменування набуло чинності.

## Географія
Селище Добричі знаходиться на відстані 2,5 км від сіл Іванівка та Старолозуватка, за 3 км від села Мар'ївка. До селища примикає великий масив дачних ділянок. Поруч проходять автошлях Р85 та залізниця, на якій розташовані зупинні пункти 222 км та 225 км.

## Населення

### Мова
Розподіл населення за рідною мовою за даними перепису 2001 року:
| Мова            | Кількість | Відсоток |
| --------------- | --------- | -------- |
| українська      | 1202      | 92.68%   |
| російська       | 89        | 6.86%    |
| білоруська      | 2         | 0.15%    |
| вірменська      | 1         | 0.08%    |
| румунська       | 1         | 0.08%    |
| інші/не вказали | 2         | 0.15%    |
| Усього          | 1297      | 100%     |

## Економіка
- «Першотравневе», ЗАТ (в стадії банкрутства).

## Об'єкти соціальної сфери
- Школа-сад
- Амбулаторія